# ويليام رايت أبوت
ويليام رايت أبوت (بالإنجليزية: W. W. Abbot)‏ هو مؤلف وكاتب أمريكي، ولد في 20 مايو 1922 في لويزفيل في الولايات المتحدة، وتوفي في 31 أغسطس 2009 في شارلوتسفيل في الولايات المتحدة.